# Willkommen zurück
Willkommen zurück ist ein Lied des deutschen Popsängers und Rappers Clueso, in Kooperation mit dem deutschen Popsänger Andreas Bourani. Das Stück ist die siebte Singleauskopplung aus Cluesos neuntem Studioalbum Album.

## Entstehung und Artwork
Geschrieben wurde das Lied von den beiden Interpreten Andreas Bourani und Clueso, zusammen mit den Koautoren Daniel Flamm und Alexis Troy. Letztgenannter war darüber hinaus alleine für die Produktion von Willkommen zurück verantwortlich. Die Abmischung und das Mastering erfolgten unter der Leitung des österreichischen Tontechnikers Nikodem Milewski.
Auf dem Frontcover der Single sind – neben Künstlernamen und Liedtitel – Bourani und Clueso zu sehen. Es handelt sich dabei um einen Screenshot aus dem dazugehörigen Musikvideo. Es zeigt die beiden an einer Tankstelle. Während Bourani für die Betankung zuständig ist, sitzt Clueso auf der Heckklappe des Autos. Die Fotografie stammt von Christoph Köstlin.

## Veröffentlichung und Promotion
Die Erstveröffentlichung von Willkommen zurück erfolgte als Single am 1. Juli 2021 um 23:59 Uhr. Die Single erschien lediglich zum Streaming durch das Musiklabel Text & Ton. Der Vertrieb erfolgte durch Epic Records einem Sublabel von Sony Music, verlegt wurde das Lied durch Lucky Fool Studio. Am 1. Oktober 2021 erschien das Lied als Teil von Cluesos neuntem Studioalbum Album.
Um das Lied zu bewerben, erfolgte ein gemeinsamer Liveauftritt zur Hauptsendezeit in der ProSieben-Spielshow Schlag den Star am 28. August 2021.

## Hintergrundinformation
Bei Willkommen zurück handelt es sich um die erste Zusammenarbeit zwischen Bourani und Clueso. Für Bourani ist es zugleich die erste Veröffentlichung nach zweieinhalb Jahren. Zuletzt erschien mit Radio Song (MTV Unplugged 2) ein Featuring mit Udo Lindenberg. Die letzte Studioaufnahme erschien mit der Single Hey am 4. Dezember 2015.
Eigentlich schrieb Bourani Anfang des Jahres an seinem dritten Studioalbum, als die telefonische Anfrage kam, dass Clueso ein neues Album mache und „Bock“ habe, mit ihm etwas aufzunehmen. Diese Anfrage habe ihm sehr geschmeichelt, denn seiner Meinung nach sei Clueso einer der besten Musiker die Deutschland hätte. Im Tonstudio seien die beiden richtig „euphorisch“ geworden. Das Zusammentreffen sei eine Entladung gewesen, weil alle „relativ wenig“ Kontakt während der Covid-19-Pandemie gehabt hätten – so Clueso. Allein das Musikmachen wäre fast einem Livemoment nahegekommen, weil man einfach mehr als ein Mensch in einem Studio sei. Man mache etwas und jemand anders freue sich, zuhause bekäme man dagegen keine Resonanz.

## Inhalt
| „Willkomm’n zurück, zurück auf der Erde. Was bringst du mit, was gibt’s zu erzähl’n? Autogramme vom Glück, so ist das Leben. Wie schön es ist dich wiederzuseh’n. Willkommen zurück. Vermissen, vergeben, verlieben, versteh’n. Willkommen zurück.“ – Refrain, Originalauszug | Der Liedtext zu Willkommen zurück ist in deutscher Sprache verfasst. Der Liedtext wurde gemeinsam von Andreas Bourani, Clueso und Daniel Flamm geschrieben. Zusammen mit Alexis Troy waren alle Texter auch als Komponisten zuständig. Musikalisch bewegt sich das Lied im Bereich der Popmusik. Das Tempo beträgt 99 Schläge pro Minute. Die Tonart ist C-Dur. In Willkommen zurück beschreiben Bourani und Clueso das neue Gefühl von Normalität, als Landung auf der Erde, nach einem langen einsamen Ausflug. Bourani selbst erklärte, das das Lied entstanden sei, als man im Studio festgestellt habe: „Uns fehlen eigentlich am meisten der Austausch mit Menschen, Freunde zu sehen, Familienfeste zu feiern und all diese Dinge.“ Aus diesem Grund sei Willkommen zurück ein Lied über das Wiedersehen geworden. Clueso betonte, dass es jedoch kein „klagender Corona-Song“ sein solle. Dieses „Zukommen, Vergeben, Vermissen und Menschsein“ seien Punkte gewesen, die sie noch reinbringen wollten. Bourani führte des Weiteren an: „Ich habe auch gemerkt, dass in meinem Freundeskreis manche Verbindungen auseinander gebrochen sind, die vielleicht auch nicht so stark waren.“ Clueso ergänzte dazu: „Aber jetzt kommt man zusammen und darin liegt auch eine Chance, dass man auch jemand mal nach langer Zeit in den Arm nimmt, bei dem man es sich lange Zeit nicht getraut hat.“ Aufgebaut ist das Lied aus zwei Strophen, einem Refrain und einem Outro. Das Lied beginnt mit der ersten Strophe, die von Clueso gesungen wird, Bourani ist im Hintergrund zu hören. Auf die erste Strophe folgt erstmals der Refrain, dessen Hauptteil von Bourani gesungen wird. Zum Ausklang des Refrains, im sogenannten „Post Chorus“ sind die Stimmen beider Sänger zu hören. An den Refrain schließt sich die zweite Strophe an. Der erste Teil dieser Strophe wird von Bourani, der zweite von Clueso interpretiert. Nach der zweiten Strophe erfolgt zum zweiten und letzten Mal der Refrain, der in einer erweiterten Fassung dargeboten wird. Danach endet das Lied mit dem Outro, das von Bourani gesungen wird. Das Outro besteht aus zwei Zeilen, die sich aus Teilen des Refrains zusammensetzen. |

## Musikvideo
Das Musikvideo zu Willkommen zurück wurde in Südfrankreich gedreht und feierte seine Premiere auf YouTube am 1. Juli 2021. Einen ersten Screenshot präsentierte Bourani auf seinem Instagram-Profil am 27. Juni 2021. Das Video zeigt hauptsächlich Bourani und Clueso, die einen Tag zusammen verbringen. Dabei sind sie überwiegend in einem BMW 630 CS (E 24) unterwegs. Nach einigen Pausen, wie an einem Imbissstand, beim Tanken oder zur Autowäsche, kommen sie am Abend auf einer Gartenparty an. Das Video endet mit Bourani und Clueso, die am Lagerfeuer das Lied singen. Zwischendurch sind Bourani und Clueso auch alleine, an getrennten Standorten, das Lied singend zu sehen. Die Gesamtlänge des Videos beträgt 2:35 Minuten. Regie führten Clueso, Tim Eichel und Marvin Ströter. Das Musikvideo zählt bis heute über 500 Tausend Aufrufe bei YouTube (Stand Juli 2021).

## Mitwirkende
| Liedproduktion - Andreas Bourani: Begleitgesang, Komponist, Liedtexter - Clueso: Komponist, Liedtexter - Daniel Flamm: Komponist, Liedtexter - Nikodem Milewski: Abmischung, Mastering - Alexis Troy: Komponist, Musikproduzent Unternehmen - Epic Records: Vertrieb - Lucky Fool Studio: Verlag - Made in Berlin Entertainment: Filmproduzent (Musikvideo) - Text & Ton: Musiklabel | Musikvideo (Auswahl) - Clueso: Regisseur - Tim Eichel: Filmproduzent, Regisseur - Christoph Köstlin: Standfotograf - Marvin Ströter: Filmeditor, Kameramann, Regisseur |

## Charts und Chartplatzierungen
Willkommen zurück erreichte in Deutschland Rang 91 der Singlecharts. In den deutschen Downloadcharts erreichte die Single mit Rang 21 seine beste Platzierung.
Clueso erreichte hiermit als Interpret zum 20. Mal die deutschen Singlecharts sowie zum 16. Mal als Autor. Für Bourani ist es als Autor und Interpret jeweils der elfte Charthit in Deutschland.